# Berenice (Epiro)
Berenice era una città dell'antica Grecia ubicata nella regione dell'Epiro.

## Storia
Viene menzionata da Appiano di Alessandria, che la definisce una piccola città dell'Epiro, e da Stefano di Bisanzio. Si suppone che la città sia stata fondata da Pirro II nel III secolo a.C.; ma nel luogo in cui si trova, gli attuali resti di Michalitsi, sono stati trovate fortificazioni del IV secolo a.C. È stato suggerito che avrebbe potuto essere il porto di Cassope.